# Paul Rachbauer
Paul Rachbauer (* 28. September 1948 in Dornbirn; † 25. September 2014 in Lochau) war ein österreichischer Ethnologe und Soziologe.
Rachbauer studierte Ethnologie und Soziologie an der Universität Innsbruck und wurde Mitglied der katholischen Studentenverbindung KÖHV Leopoldina Innsbruck im ÖCV. Er war an der Universität Assistent und Lehrbeauftragter. Später war er in der Abteilung Kultur der Vorarlberger Landesregierung in Bregenz tätig, unter anderem für die Betreuung der Museen des Landes. Rachbauer war Obmann des Vorarlberger Trachtenverbands.

## Publikationen
- mit Elmar Vonbank, Helmut Swozilek: 900 Jahre Andelsbuch. Ausstellung im Vorarlberger Landesmuseum, Bregenz 1980.
- mit Karl Heinz Burmeister, Elmar Vonbank, Helmut Swozilek: Die Montforter. Ausstellung im Palais Liechtenstein und im Vorarlberger Landesmuseum, Bregenz 1982.
- Bearbeiter beim: Dehio-Handbuch. Die Kunstdenkmäler Österreichs. Vorarlberg. Verlag Anton Schroll & Co, Wien 1983, ISBN 3-7031-0585-2.
- 200 Jahre Vorarlberg-Karte 1783. Blasius Hueber (1735–1814). Vorarlberger Landesmuseum, Bregenz 1984.
- Klosterarbeiten aus dem Bodenseeraum. Ausstellungen: Historisches Museum St. Gallen, Kartause Ittingen, Heimatmuseum Insel Reichenau, Vorarlberger Landesmuseum, Bregenz 1986.
- mit Alfred A. Strnad, Katherine Walsh, Christine Spiegel: Hohenemser und Raitenauer im Bodenseeraum. Fürsterzbischof Wolf Dietrich von Raitenau zum Gedenken. Ausstellung 1986 und 1987, Vorarlberger Landesmuseum, Bregenz 1987.
- mit Harry Metzler (Gestaltung): Textil-Land Vorarlberg. Ausstellungskatalog, Ostarrichi-Gedenkstätte, Vorarlberger Landesmuseum, Bregenz 1988.
- Vorarlberg 1938. Ausstellung im Rahmen der Veranstaltungen des Gedenkjahres 1988, Palais Liechtenstein, Feldkirch 1988.
- mit Eberhard Tiefenthaler: Hl. Karl Borromäus. Reformer - Heiliger - Vorbild. Ausstellung zum 450. Geburtstag im gräflichen Palast zu Hohenems, Stadt Hohenems, Hohenems 1988.
- mit Reinhard Gassner, Kunrich Gehrer: Du bist keine Fremde in Kalimera. Auf den Spuren griechischer Kultur außerhalb Griechenlands. Fotos von Paul Rachbauer, Residenz Verlag, Ianos Ekdoseis, Salzburg / St. Pölten 2008, ISBN 978-3-7017-3074-2.